# Erdem Arat
Erdem Arat (* 1946) ist ein ehemaliger türkischer Fußball-Torhüter.

## Karriere
Arat begann seine Karriere in der Saison 1963/64 bei Çukurova İdman Yurdu. In dieser Spielzeit kam er zu fünf Ligaspielen und wechselte in der nachfolgenden Saison zu Galatasaray Istanbul. Bei Galatasaray war der junge Torhüter hinter Bülent Gürbüz und Turgay Şeren die Nr. 3 und kam zu drei Ligaspielen, außerdem gewann er den türkischen Fußballpokal. Die Saison 1965/66 verbrachte Arat bei Şekerspor und ging danach zu Adanaspor. Bei Adanaspor war er ab der Spielzeit 1967/68 Stammtorhüter.
1970 wechselte Erdem Arat zu Karşıyaka SK. Mit Karşıyaka wurde er Zweitligameister, jedoch war er selbst erneut 3. Torhüter hinter Günay Üçer und Ekrem Güçsav. Bei Karşıyaka spielte Arat bis zum Ende der Saison 1971/72. Er wechselte zu Adana Demirspor und wurde zum zweiten Mal Zweitligameister. 
Arat beendete seine Karriere nach der Spielzeit 1976/77 bei Adanaspor.

## Erfolge
Galatasaray Istanbul
- Türkischer Fußballpokal: 1965

Karşıyaka SK
- Zweitligameister: 1970

Adana Demirspor
- Zweitligameister: 1973